# 3α-Androstandiol
3α-Androstandiol (5α-androstan-3α,17β-diol) je androstandiol izveden iz DHT u reakciji koju katalizuje enzim 3-α-HSD.